# José Cando

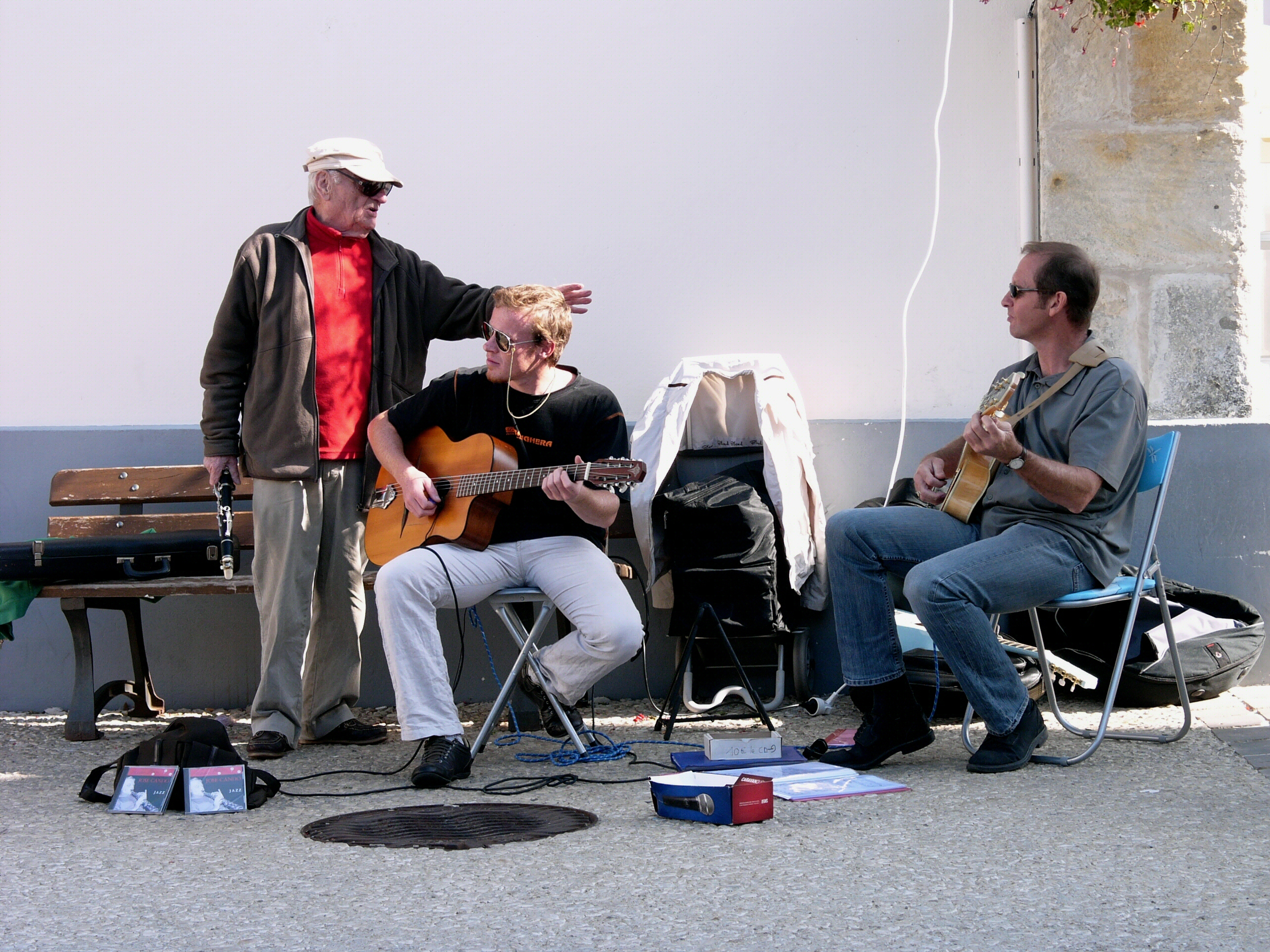
José Cando en compagnie de deux guitaristes place du Marché à Fouras, treize jours avant son décès.

José Cando, de son vrai nom Pierre Audouit, originaire de Cramchaban, maître de la clarinette jazz, né le 25 janvier 1927 à Prin-Deyrançon (Deux-Sèvres)et mort le 16 octobre 2009 à l'âge de 82 ans, à Fouras, commune de la Charente-Maritime où il résidait.

## Biographie
Instrumentiste de talent, improvisateur hors pair, il a été un compagnon de route et de scène de Sidney Bechet, Claude Luter…
Il participait activement à la vie musicale au sein de différentes formations et dirigeait le "José Cando All Stars" et le "New Rochelle Jazz Band".
Pierre Audouit, doit, paraît-il, son surnom "Cando" à une taquinerie entre musiciens : ses comparses accusaient en effet cet excellent improvisateur de ne jouer qu'en D0.

## Hommages
- La place du marché de Fouras porte son nom depuis le 18 juillet 2010[2].
- Un festival de jazz a lieu tous les ans fin juillet à Fouras en Charente-Maritime : Le Festival de Jazz José Cando.